# José Mauro Ramalho de Alarcón Santiago
Dom José Mauro Ramalho de Alarcón Santiago (Russas, 14 de maio de 1925 - Iguatu, 9 de Dezembro de 2019) foi bispo da Igreja Católica do Brasil, primeiro bispo da Diocese de Iguatu.

## Biografia
Era filho do farmacêutico José Ramalho de Alarcón Santiago, então prefeito de Russas, e de Maria Ramalho de Alarcón Santiago.
Ingressou no Seminário Arquidiocesano de Fortaleza em 1937 e, concluindo seus estudos em Filosofia e Teologia, foi ordenado sacerdote em 5 de fevereiro de 1948. No ano seguinte, foi nomeado diretor do Ginásio Diocesano de Limoeiro do Norte, permanecendo neste cargo até 1954. Depois foi nomeado capelão do Ginásio Marista, então um internato para meninos em Aracati. Em 1956 foi nomeado pároco da Paróquia de Nossa Senhora do Rosário de Aracati.
Em 13 de outubro de 1962 foi nomeado pelo Papa João XXIII bispo diocesano para a recém-criada Diocese de Iguatu, desmembrada da Diocese do Crato. D. José Mauro é o primeiro bispo oriundo da Diocese de Limoeiro do Norte, desde que esta foi criada em 1938, e o 21º bispo nascido no Ceará. Foi sagrado bispo em 6 de janeiro de 1962 por D. Aureliano Matos, com auxílio de D. Terceiro de Sousa, bispo de Penedo, e D. Vicente Matos, bispo do Crato.
Esteve à frente da diocese por 38 anos, tendo sua resignação publicada em 26 de julho de 2000. Foi sucedido por seu auxiliar D. José Doth.
Ordenações episcopais:
- Dom José Doth de Oliveira

Foi co-ordenante principal:
- Dom Manuel Edmilson Cruz
- Dom José Freire Cardeal Falcão
- Dom Pompeu Bezerra Bessa